# Gitte Siem Christensen
Gitte Siem Christensen (født 29. januar 1954, død 27. marts 2021 på Frederiksberg) var en dansk skuespiller og teaterinstruktør.
Christensen var uddannet fra Skuespillerskolen ved Aarhus Teater i 1980. Hun havde flere roller i musicals, bl.a. i Laser og pjalter på Aalborg Teater i 2003. I 2004 instruerede hun Jean de France på Grønnegårds Teatret.

## Filmografi
- Afgrunden (2004)
- Kunsten at græde i kor (2007)
- Kartellet (2014)

### Tv-serier
- Rejseholdet (2000-2003)
- Nikolaj og Julie (2002-2003)